# Zonitoschema iranica
Zonitoschema iranica es una especie de coleóptero de la familia Meloidae.
La especie fue descrita científicamente por Zoltán Kaszab en 1959.